# 2-й Силикатный проезд
Второ́й Силика́тный прое́зд — улица на западе Москвы в районе Хорошёво-Мнёвники Северо-Западного административного округа между 1-м Силикатным проездом и улицей Мнёвники.

## Происхождение названия
Проезд, так же как и 1-й Силикатный, назван 23 мая 1952 года по расположенному поблизости Силикатному заводу. В 1953 году к нему присоединена бывшая Нижняя Ходынская улица, название которой связано с Ходынским полем.

## Описание
2-й Силикатный проезд начинается от 1-го Силикатного, проходит на запад, затем поворачивает на север, выходит под эстакадой Звенигородского шоссе на противоположную сторону, вновь поворачивает на запад и идёт параллельно шоссе, затем отклоняется севернее и заканчивается на улице Мнёвники.
Рядом со Вторым Силикатным проездом река Таракановка впадает в Москву.

## Учреждения и организации
- Дом 9, строение 5 — Промспецстрой 2001; Промстрой;
- Дом 14 — издательские дома «Аксон», «Верный друг»; Стройинжиниринг; ООО «Азбука Качества»
- Дом 36А — кондитерское производство «Альтаир».